# Eois flavata
Eois flavata är en fjärilsart som beskrevs av W. Warren 1896. Eois flavata ingår i släktet Eois och familjen mätare. Inga underarter finns listade i Catalogue of Life.